# موکسی‌سیلیت
موکسی‌سیلیت (انگلیسی: Moxisylyte) که با نام تیموکسامین نیز شناخته می‌شود، دارویی است که در اورولوژی برای درمان اختلال نعوظ استفاده می‌شود. این یک آنتاگونیست α1-آدرنرژیک است. این دارو برای درمان کوتاه مدت سندرم رینود اولیه استفاده می‌شود. این وضعیتی است که در آن انگشتان دست و پا تغییر رنگ داده و در اثر واکنش به سرما یا پریشانی عاطفی ایجاد می‌شود. قرص اپیلون با بهبود گردش خون در اندام‌ها کمک می‌کند.